# Привреда Костарике
Назив земље „ Костарика “ се са шпанског језика преводи као „богата обала“, али је током колонијалне ере била најсиромашнија шпанска колонија. Земља се данас сматра једном од најбогатијих земаља у Латинској Америци. Костарика је земља са највећом минималном платом у Латинској Америци. Од 1. јануара 2023. године минимална плата се кретала од 352.164,91 ₡ (608 долара) мјесечно за неквалификоване раднике до 752.220,04 ₡ (1.298,68 долара ) мјесечно за дипломце са универзитета.
Данас је основа привреде производња и извоз електронике (микропроцесора и медицинских уређаја), туризам, посебно екотуризам, као и производња кафе, чаја, кукуруза, банана, шећера и говедине. Стране инвеститоре привлаче политичка стабилност земље, ниска инфлација и прилично квалификована радна снага. Животни стандард у Костарики је један од највиших у Латинској Америци, у том погледу Костарика је повољно мјесто за живот у поређењу са суседним, знатно сиромашнијим државама Централне Америке (осим Панаме).

## Историја
1502. године, територију Костарике је открио Колумбо, 1513. године почело је њено освајање и економски развој од стране шпанских конквистадора (због жестоког отпора индијанских племена, наставио се до 1560-их година). Као резултат тога, индијанско становништво је скоро потпуно уништено.
Шпанци су 1563. године основали град под називом Картаго, који је постао административни центар ове колоније.
Касније, током 16. вијека, шпански досељеници су населили централну висораван Костарике. У периоду од 17. до 18. вијека, овдје је почело да се формира ситно сељачко земљопосједништво.
Костарика је 15. септембра 1821. године прогласила независност. Године 1823. године ујединила се са Гватемалом, Хондурасом, Никарагвом и Салвадором и формирала Уједињене провинције Централне Америке и припојена је Мексичком царству.
У 19. вијеку плантажна пољопривреда постаје основа привреде, крајем 1850-их година почиње производња кафе и банана намијењених извозу.
1970-их година амерички капитал почиње да продире у земљу, 1884. године амерички бизнисмен Меигс добија концесију за изградњу жељезнице, као и право на бесцарински увоз и извоз. 1889. године створена је компанија  „Юнайтед фрут“ која је постала фактички власник привреде земље и до 1910. године није плаћала никакав порез Костарици.
Почетком 1890-их година привреда се заснивала на пољопривреди и шумарству. У земљи су се узгајали кафа, какао, дуван, шећерна трска, кукуруз и пшеница. Главни извозни производи били су кафа, банане и какао. Увозила се углавном индустријска роба из Британског царства, Сједињених Америчких Држава и Њемачке.
Послије избијања Првог свјетског рата, утицај европског капитала на економију Костарике је значајно опао, док је утицај Сједињених Америчких Држава почео све више да расте.
Послије општег штрајка 1920. године, радници су се изборили за увођење 8-часовног радног дана.
Глобална економска криза 1929-1933. године имала је негативан утицај на економију земље, цијене кафе су пале, а незапосленост је порасла. У периоду од 1933. до 1934. године повећан је број штрајкова на плантажама компаније „Юнайтед фрут“.
По избијању Другог свјетског рата, септембра 1939. године, на иницијативу Сједињених Америчких Држава, у Панами је одржан консултативни састанак Министара спољних послова земаља Америке на којима је усвојена декларација о неутралности. Послије јапанског напада на Перл-Харбор, 8. децембра 1941. године, Костарика је објавила рат Јапану, а 11. децембра 1941. године Њемачкој. Земља није директно учествовала у непријатељствима, али је Влада предузела низ рестриктивних мјера против Нијемаца који су живјели у земљи и имали јаке економске позиције у индустрији шећера и кафе.
У контексту активирања друштвено-политичких снага 1942. године предузете су неке прогресивне мјере. Устав је допуњен поглављем „О социјалним гаранцијама“, којим је радницима дато право на синдикално удруживање, социјално осигурање, право на штрајк, утврђена минимална зарада и тако даље. 1943. године створена је Конфедерација радника Костарике и донијет је први закон о раду. Али, „нова социјална политика“ изазвала је оштро незадовољство монополима Сједињених Америчких Држава, у прољеће 1948. године избио је грађански рат у земљи.
1960. године Ел Салвадор, Гватемала, Хондурас, Костарика и Никарагва потписале су споразум о стварању Централноамеричког заједничког тржишта с циљем убрзавања економског развоја удруживањем материјалних и финансијских ресурса, елиминисањем трговинских и царинских ограничења и координацијом економске политике..
1970-их година, усљед пада цијена кафе и раста свјетских цијена нафте, економска ситуација у земљи се погоршала. Године 1971. почео је велики штрајк радника банана и лучких радника који су тражили дозволу за оснивање независних синдиката и веће плате. Штрајк је трајао пет мјесеци, а солидарност са учесницима изразили су синдикати других земаља Централне Америке, Чилеа и Доминиканске Републике. У јануару 1972. године Влада Костарике је национализовала жељезницу, а 1974. године и рафинерију нафте (раније у власништву страних компанија). Такође, 1974. године, Костарика је постала једна од земаља оснивача Уније земаља извозница банана (Unión de Países Exportadores de Banano).
Током 1980-их година затворене су плантаже банана америчке компаније „Юнайтед фрут“ на обали Пацифика, а нове су створене на атлантској обали земље.
Године 1982, (након што је почело илегално рударење) подземље земље је проглашено власништвом државе.
Од 22. до 23. октобра 1988. године ураган Джоан  је нанио значајну штету привреди земље.
Почетком 1990-их година Костарика је била аграрна земља (више од 30% економски активног становништва било је запослено у пољопривреди, давала је 22% БДП-а земље и 80% девизниһ прихода). Индустрију (27% БДП-а и 15% економски активног становништва) су представљала углавном мала предузећа, од којих је 70% специјализовано за производњу хране, текстила, обуће и обраду дрвета.

## Корупција
Од 2021. године, Костарика, према Индексу перцепције корупције, има један од најнижих нивоа корупције међу земљама Латинске Америке и рангирана је на 42. мјесту у свијету, одмах иза Зеленортских острва и једну позицију испред Републике Кипар.

## Пољопривреда
Пољопривреда земље запошљава 20% радно способног становништва, ова индустрија даје 8,6% БДП-а. Главне извозне културе су кафа и банане, које углавном производе мали пољопривредници. Наводњава се 1.080 km² земље. Банане чине четвртину извозних приһода.

## Индустрија
Индустрија чини 25% БДП-а и 22% запослених– производња микропроцесора, медицинске опреме, прерада хране, текстила и одјеће, грађевинског материјала, ђубрива.

### Рударска индустрија
На обали Пацифика откривене су резерве сумпора и злата.

### Прерађивачка индустрија
У Костарики донедавно није било велике производње – постојала су мала предузећа у лакој и прехрамбеној индустрији, али онда, са приливом инвестиција, цементна и фармацеутска предузећа, погони за производњу цемента, аутомобилских гума и ђубрива су се појавили.

## Енергетика
У складу са подацима УНСД и ЕЕС ЕАЕЦ, енергетски сектор земље на крају 2019. године карактеришу следећи индикатори. Производња фосилних горива - 239 хиљада тона. Укупна понуда је 3834 хиљаде тона. За конверзију у електранама и топлотним инсталацијама потрошено је 39 хиљада тона или 1,0% укупне понуде. Инсталисани капацитет - нето електране - 3626 МВ, укључујући: термоелектране на фосилна горива (ТЕ) - 15,2%, обновљиве изворе енергије (ОИЕ) - 84,8%. Бруто производња електричне енергије - 11.508 милиона кВх, укључујући: ТЕ - 2,6%, ОИЕ - 97,4%. Финална потрошња електричне енергије - 10.062 милиона кВх, од чега: индустрија - 18,5%, потрошачи за домаћинство - 38,9%, комерцијални сектор и јавна предузећа - 39,1%, пољопривреда, шумарство и рибарство - 3,2%, остали потрошачи - 0,3%. Показатељи енергетске ефикасности за 2019. годину: потрошња бруто домаћег производа по становнику по паритету куповне моћи (у номиналним ценама) - 21.127 долара, потрошња електричне енергије по становнику (бруто) - 1983 kWh, потрошња електричне енергије по глави становника по становништву - 771 kWh. Број сати коришћења инсталисаног нето капацитета електрана - 4757 сати.

## Транспорт
Аутопутеви
- укупно - 35.330 км, укључујући: 
  - тврду подлогу - 8621 км,
  - без тврде подлоге - 26.709 км.

Жељезнице
- укупно - 278 км.

Аеродроми
- укупно - 157, укључујући:
- са тврдим премазом - 32,
- без тврдог премаза - 125.

Водени транспорт
- укупно бродова - 2.

## Трговина
Извоз: 7,931 милијарди долара.
Извоз: банане, кафа, шећер, лијекови, електронска опрема.
Увоз: 10,88 милијарди долара.
Увоз: роба широке потрошње, горива, машине.

## Приходи становништва
Приходи становништва Костарике су један од највећих у Латинској Америци. Костарика нема јединствену минималну зараду за све секторе привреде. Поставља се посебно за сваки сектор привреде земље. Костарика има највећу минималну плату у Латинској Америци. Од 1. јануара 2021. минимална плата се кретала од 317.915,58 ₡ (519,51 долара) мјесечно за неквалификоване раднике до 682.607,23 ₡ (1.115,45 долара ) мјесечно за дипломце са универзитета.
| Минимална зарада од 1. јануара 2019. године | Минимална зарада од 1. јануара 2019. године | Минимална зарада од 1. јануара 2019. године |
| датум                                       | Минимална зарада по сату у ₡                | Мјесечна минимална зарада у ₡               |
| ------------------------------------------- | ------------------------------------------- | ------------------------------------------- |
| неквалификовани радник                      | 10.358,55                                   |                                             |
| полуквалификовани радник                    | 11.264,17                                   |                                             |
| КВ радник                                   | 11.471,53                                   |                                             |
| општи специјалиста                          | 13.530,38                                   |                                             |
| неквалификовани радник                      |                                             | 309 143.36                                  |
| полуквалификовани радник                    |                                             | 322.589,87                                  |
| КВ радник                                   |                                             | 349.623,39                                  |
| Општи КВ радник                             |                                             | 366 380,40                                  |
| општи специјалиста                          |                                             | 392 623.14                                  |
| Високо теһничко образовање                  |                                             | 451.523,54                                  |
| Дипломирао на високошколским установама     |                                             | 487 662.29                                  |
| Универзитетски дипломци                     |                                             | 553 124,45                                  |
| Универзитетска диплома                      |                                             | 663 772.10                                  |